# Перелік пускових дільниць і нових станцій Київського метрополітену
Це службовий список статей, створений для координації робіт з розвитку теми.
| Лінія | Дільниця                                | Дата             | Станцій | Довжина, км | Станцій разом | Довжина разом, км | Примітки              |
| ----- | --------------------------------------- | ---------------- | ------- | ----------- | ------------- | ----------------- | --------------------- |
|       | Вокзальна — Дніпро                      | 6 листопада 1960 | 5       | 5,2         | 5             | 5,2               | крім Театральної      |
|       | Вокзальна — Шулявська                   | 5 листопада 1963 | 2       | 3,3         | 7             | 8,5               |                       |
|       | Дніпро — Дарниця                        | 5 листопада 1965 | 3       | 4,2         | 10            | 12,7              |                       |
|       | Дарниця — Чернігівська                  | 4 жовтня 1968    | 1       | 1,3         | 11            | 14,1              |                       |
|       | Шулявська — Святошин                    | 5 листопада 1971 | 3       | 4,2         | 14            | 18,2              |                       |
|       | Майдан Незалежності — Контрактова площа | 17 грудня 1976   | 3       | 2,3         | 17            | 20,5              |                       |
|       | Чернігівська — Лісова                   | 5 грудня 1979    | 1       | 1,2         | 18            | 21,8              |                       |
|       | Контрактова площа — Оболонь             | 19 грудня 1980   | 3       | 4,4         | 21            | 26,2              |                       |
|       | Майдан Незалежності — Олімпійська       | 19 грудня 1981   | 2       | 2,1         | 23            | 28,3              |                       |
|       | Оболонь — Героїв Дніпра                 | 6 листопада 1982 | 2       | 2,2         | 25            | 30,6              |                       |
|       | Олімпійська — Либідська                 | 30 грудня 1984   | 2       | 2,3         | 27            | 32,7              |                       |
|       | Театральна                              | 6 листопада 1987 | 1       | 0           | 28            | 32,7              |                       |
|       | Золоті ворота — Кловська                | 31 грудня 1989   | 3       | 1,9         | 31            | 34,7              |                       |
|       | Кловська — Видубичі                     | 30 грудня 1991   | 2       | 4,4         | 33            | 39,0              | крім Печерської       |
|       | Видубичі — Осокорки                     | 30 грудня 1992   | 2       | 4,2         | 35            | 43,2              | крім Телички          |
|       | Осокорки — Харківська                   | 28 грудня 1994   | 2       | 2,6         | 37            | 45,8              |                       |
|       | Золоті ворота — Лук'янівська            | 30 грудня 1996   | 1       | 3,1         | 38            | 48,9              | крім Львівської брами |
|       | Печерська                               | 27 грудня 1997   | 1       | 0           | 39            | 48,9              |                       |
|       | Лук'янівська — Дорогожичі               | 30 березня 2000  | 1       | 2,7         | 40            | 51,6              |                       |
|       | Святошин — Академмістечко               | 24 травня 2003   | 2       | 3,3         | 42            | 54,9              |                       |
|       | Дорогожичі — Сирець                     | 14 жовтня 2004   | 1       | 1,4         | 43            | 56,3              |                       |
|       | Харківська — Бориспільська              | 23 серпня 2005   | 1       | 2,5         | 44            | 58,8              | крім Вирлиці          |
|       | Вирлиця                                 | 4 березня 2006   | 1       | 0           | 45            | 58,8              |                       |
|       | Бориспільська — Червоний Хутір          | 23 травня 2008   | 1       | 1,1         | 46            | 59,9              |                       |
|       | Либідська — Васильківська               | 15 грудня 2010   | 3       | 3,8         | 49            | 63,7              |                       |
|       | Васильківська — Виставковий центр       | 27 грудня 2011   | 1       | 1,48        | 50            | 65,2              |                       |
|       | Виставковий центр — Іподром             | 25 жовтня 2012   | 1       | 0,92        | 51            | 66,1              |                       |
|       | Іподром — Теремки                       | 6 листопада 2013 | 1       | 1,5         | 52            | 67,6              |                       |